# 薛光军
薛光军（1917年—1983年3月），原名薛正华，男，山东胶州人，中华人民共和国政治人物，曾任中共广东省委常委，广东省革命委员会副主任，广东省人大常委会副主任。